# نیکیتا گوسف
نیکیتا گوسف (روسی: Никита Андреевич Гусев؛ زادهٔ ۸ ژوئیهٔ ۱۹۹۲) بازیکن هاکی روی یخ اهل روسیه است.
وی همچنین برندهٔ جوایزی همچون نشان دوستی شده‌است.